# Kofi Kingston
Kofi Nahaje Sarkodie-Mensah (sinh 14 tháng 8 năm 1981) là một đô vật chuyên nghiệp người Ghana-Mỹ. Anh ký hợp đồng với WWE dưới cái tên Kofi Kingston, nơi anh là một thành viên của The New Day cùng với đồng đội của Big E và Xavier Woods. The New Day hiện đang là WWE Raw Tag Team Champion và đây là lần thứ hai vô địch của họ.

## Thân thế
Kofi Nahaje Sarkodie-Mensah sinh ra tại Kumasi, Ashanti ngày 14 tháng 8 năm 1981. Anh đi cùng gia đình mình đến Mỹ và sống tại Boston.

## Sự nghiệp đấu vật
Tập luyện và thi đấu ở Indy (2005-2006)

## Các chức vô địch và danh hiệu
- Pro Wrestling Illustrated

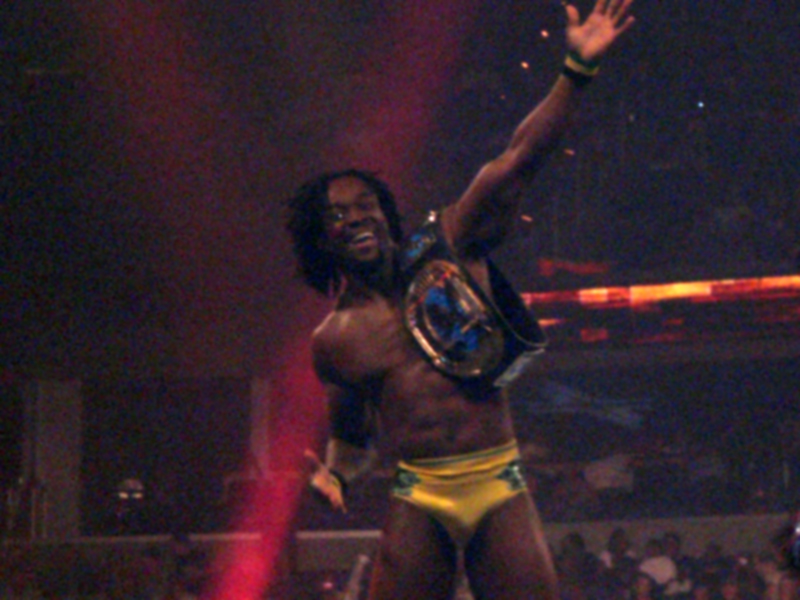
Kingston được 4 lần vô địch Liên lục địa (WWE).

  - Tag Team of the Year (2012) Với R-Truth
  - Tag Team of the Year (2015, 2016) Khi là thành viên của The New Day
  - PWI xếp hạng #20 trong 500 đô vật đấu đơn hay nhất năm 2013 trong PWI 500
- Rolling Stone
  - Sự trở lại của năm (2015)[7] Khi là thành viên của The New Day
  - Second-Best Heels (2015)[8] As a member of The New Day
  - WWE Wrestlers of the Year (2015)[7] As a member of The New Day
- Wrestling Observer Newsletter
  - Best Gimmick (2015) The New Day[9]
- World Wrestling Entertainment/WWE
  - WWE Championship (1 lần, hiện tại)
  - WWE Intercontinental Championship (4 lần)
  - WWE United States Championship (3 lần)
  - World Tag Team Championship (1 lần) – với CM Punk
  - WWE (Raw) Tag Team Championship (4 lần) – với Evan Bourne (1), R-Truth (1), Big E và Xavier Woods (2)
  - WWE SmackDown Tag Team Championship (3 lần) v ới Big E và Xavier Woods
  - Grand Slam Champion thứ 13
  - Triple Crown Champion thứ 31
  - Bragging Rights Trophy (2010) – với Team SmackDown (Big Show, Rey Mysterio, Jack Swagger, Alberto Del Rio, Edge, và Tyler Reks)
  - Slammy Award cho "Tell Me I Did Not Just See That" Moment of the Year (2012)[10] Hand walking during the Royal Rumble match to avoid elimination